# Atrás do Porto Tem uma Cidade
| Críticas profissionais | Críticas profissionais |
| Avaliações da crítica  | Avaliações da crítica  |
| Fonte                  | Avaliação              |
| ---------------------- | ---------------------- |
| AllMusic               | 4 de 5 estrelas.       |

Atrás do Porto Tem uma Cidade é o terceiro álbum de estúdio da cantora de rock brasileiro Rita Lee e o primeiro com a banda Tutti Frutti, lançado em junho de 1974. Vendeu cerca de 9 mil cópias.

## Faixas
Faixas dadas pelo Spotify.
Todas as faixas escritas e compostas por Rita Lee, exceto onde indicado. 
| Lado A |                      |                                               |         |  |
| N.º    | Título               | Compositor(es)                                | Duração |  |
| 1.     | "De Pés no Chão"     |                                               | 2:19    |  |
| 2.     | "Yo No Creo Pero..." | Lee Marcucci / Luis Sérgio Carlini / Rita Lee | 3:49    |  |
| 3.     | "Tratos à Bola"      | Lee Marcucci / Luis Sérgio Carlini / Rita Lee | 3:25    |  |
| 4.     | "Menino Bonito"      |                                               | 2:46    |  |
| 5.     | "Pé de Meia"         |                                               | 2:44    |  |

| Lado B         |                     |                                               |         |  |
| N.º            | Título              | Compositor(es)                                | Duração |  |
| 6.             | "Mamãe Natureza"    |                                               | 3:55    |  |
| 7.             | "Ando Jururu"       |                                               | 2:18    |  |
| 8.             | "Eclipse do Cometa" |                                               | 3:53    |  |
| 9.             | "Círculo Vicioso"   | Lee Marcucci / Luis Sérgio Carlini / Rita Lee | 3:10    |  |
| 10.            | "...Tem uma Cidade" |                                               | 1:27    |  |
| Duração total: | Duração total:      | Duração total:                                | 29:46   |  |

## Músicos
- Rita Lee → vocal, clavinet, Minimoog, Mellotron, piano, órgão, pandeiro e palmas.
- Lucinha Turnbull → vocal de apoio, guitarra, violão de 12 cordas e palmas.
- Luis Sérgio Carlini → guitarra, guitarra havaiana
- Lee Marcucci → baixo
- Mamão → bateria
- Paulinho Braga → bateria
- Juarez → saxofone tenor
- Luis Cláudio → jazz guitar

Músicos adicionais
- Marco Mazzola → produção
- Tutti Frutti → arranjos de Base
- Ely Arco Verde (em Menino Bonito e Ando Jururú) → arranjo de orquestra: